# Samán (Piura)
Samán es un centro poblado peruano ubicado en el distrito de Marcavelica, perteneciente a la provincia de Sullana del departamento de Piura, al norte del Perú.

## Demografía
En el 2017 Samán tenía una población de 1954 habitantes.
| Gráfica de evolución demográfica de Samán entre 1993 y 2017 |
|                                                             |
| Fuentes: Población 1993 y 2017                              |